# FC Hlučín
FC Hlučín is een Tsjechische voetbalclub uit Hlučín. De club is in 1923 als SK Hlučín opgericht en speelde van 2009 tot 2011 in de Druhá liga, het tweede niveau van het Tsjechische voetbal.

## Naamswijzigingen
- 1923 – SK Hlučín (Sportovní klub Hlučín)
- 1948 – JTO Sokol Hlučín (Jednotná tělovýchovná organizace Sokol Hlučín)
- 1953 – DSO Slavoj Hlučín (Dobrovolná sportovní organizace Slavoj Hlučín)
- 1959 – TJ Hlučín (Tělovýchovná jednota Hlučín)
- 1991 – FC Hlučín (Football Club Hlučín)[1]